# Мезинський національний природний парк
Ме́зинський націона́льний приро́дний парк — національний природний парк в Україні, в межах Новгород-Сіверського району Чернігівської області. 
Загальна площа парку становить 31035,2 га. 

## Історія
Мезинський національний природний парк було створено згідно з Указом Президента України від 10 лютого 2006 року № 122 на базі ландшафтного заказника загальнодержавного значення «Рихлівська Дача» (789 га), ландшафтних заказників місцевого значення «Мезинська Швейцарія» (154 га), «Урочище Криничне» (7 га), «Жуків яр» (118 га), «Зміївщина» (247 га), «Свердловський» (159 га), ботанічного заказника «Дубравка» (742 га). 
Площа парку становить 31035,2 га, з яких 8543,9 га надаються парку в постійне користування. У гідрологічному заказнику місцевого значення «Покошицьке» охороняються евтрофні осокові болота, що розташовані у верхів'ї річок Студинка і Гусинець. Ландшафтний заказник «Мезинська Швейцарія» знайомить з виходами крейдяних порід, а в ландшафтному заказнику «Криничне» охороняється ландшафт з виходами джерел біля берега річки Десна. Заказник «Зміївщина» було створено з метою охорони дубово-соснових лісів з березою, на території «Жукового яру» охороняються ділянки листяних лісів з дуба, ясена, сосни, липи. Заказник «Дубравка» також було створено задля охорони дубових і липово-дубових лісів віком 80—100 років. Заказник «Коропський» відображає місцезростання середньовікових культур сосен, а у заплаві — насадження тополі. У заказнику «Вишенська дача» представлені дубові і дубово-соснові ліси. У заказнику загальнодержавного значення «Рихлівська Дача» переважають непритаманні для Полісся дубові, липово-дубові, грабово-дубові ліси, з деревами віком 200—300 років.

## Природні умови

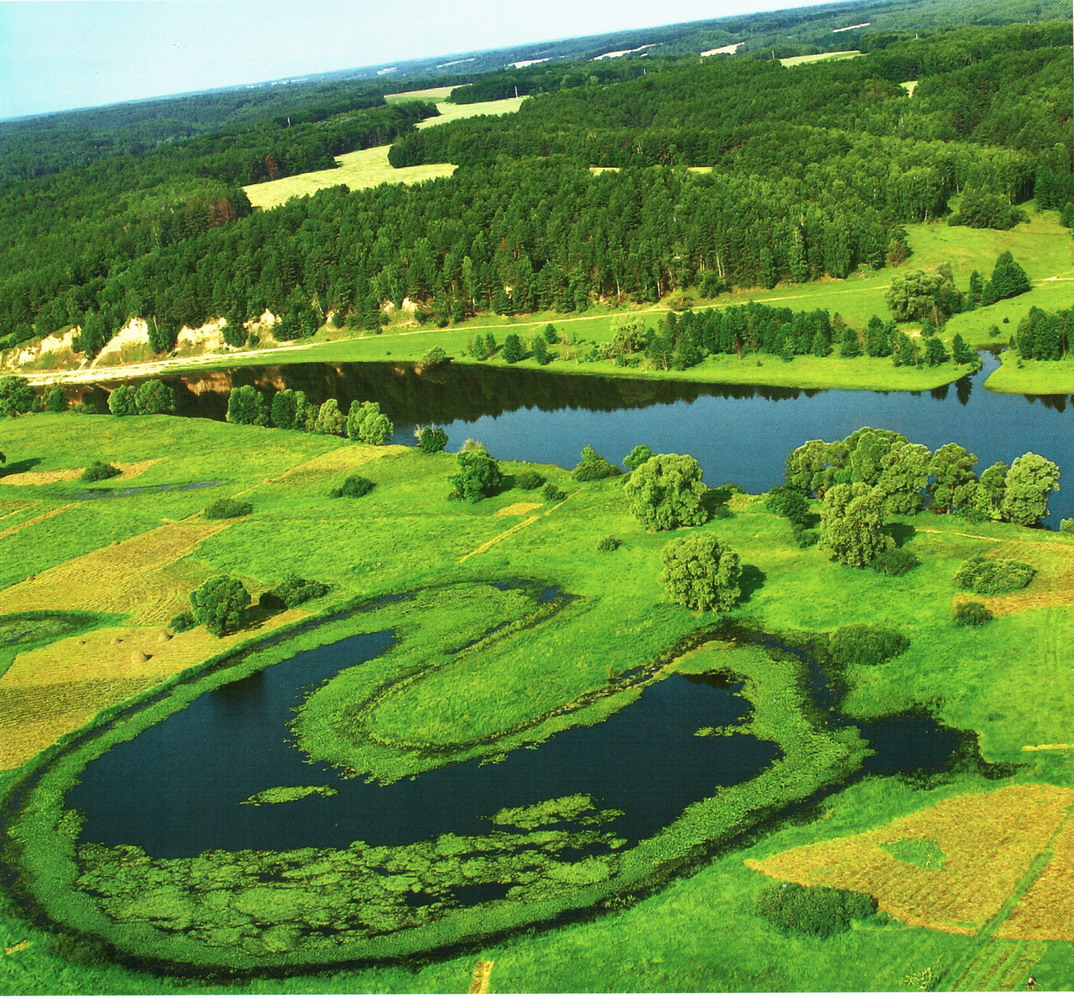
«Озеро Підкова»

Терени Мезинського національного природного парку належать до Новгород-Сіверського Полісся, Новгород-Сіверського фізико-географічного району та простягаються вздовж правого берега річки Десни. 
Кліматичні умови території парку, як і клімат Новгород-Сіверського Полісся, більш континентальний, ніж в інших поліських областях. Зима відносно холодна та сніжна. Середня річна температура повітря становить +6 °C, січня — −7,9 °C, липня — +19,4 °C. Безморозний період триває близько 160 днів. Середня сума опадів становить 590—640 мм, більша частина яких випадає теплої пору року. Середня тривалість періоду зі стійким сніговим покривом становить 110—115 днів, середня висота снігового покриву — 21-22 см.

### Поверхневі води
Землями парку протікає річка Десна із невеликими правобережними притоками — річками Студинка, Головесна, Хвостинка, струмками Восковаха, Бистриця і Ровчак. 
Долина Десни багата на заплавні озера (загалом на території парку розміщено 17 озер). Особливо їх багато на ділянці між селами Курилівка та Радичів. За походженням, водойми є старицями р. Десни, що від’єдналися від річища. 
Заплавні озера розташовані у заплаві Десни та приналежні, переважно до центральної та притерасної частин лівобережної заплави. Під час водопілля вода озер-стариць оновлюється. Більшість озер мають низькі, часто заболочені береги, густо зарослі кугою, осоками, рогозом та очеретом. Навесні ці озера заливаються паводковими водами і є чудовими нерестовищами для більшості риб. Заплавні озера з часом заростають та замулюються. 
Найбільшими є озера: Хотинь, Бабне, Старик, Широке. Крім того, в заплаві розташовані озера Криве, Десенка, Тихе, Московське, Великий та Малий Кружок, Вир, Хинене. 
На лівому березі Десни навпроти села Радичів, розкинулося одне з найбільших деснянських озер — Хотинь. Його площа перевищує 40 га. Східний берег озера витягнутий вздовж соснового бору, а західний — низький, заболочений, густо порослий прибережною рослинністю. Озеро цілорічно з’єднано з Десною вузьким проточним рукавом. В останні роки на озері Хотинь влітку відбувається активна ефтрофікація (збагачення водойм біогенними елементами), замулення та «цвітіння води». 
Неподалік від урочища «Пузирева гора» майже біля русла Десни на її лівому березі розташоване невеличке гарне старичне озеро — «Озеро Підкова», яке має чітку підковоподібну форму. 
Болота посідають незначні площі і розташовані на півночі парку двома невеликими масивами.

### Ґрунти
Основними ґрунтоутворювальними породами є лесоподібні суглинки. Переважними ґрунтами є сірі опідзолені пилувато- легкосуглинисті й супіщані та дерново-середньо-підзолисті та опідзолені чорноземи. На схилах ярів представлені ці ж ґрунти, але різного ступеня змитості. У центральній та північній частині Мезинського національного парку на схилах ярів та балок переважають дерново-підзолисті супіщані і суглинисті ґрунти, а також сірі опідзолені суглинисті ґрунти на лесоподібних суглинках. Південна та західна частини парку в заплаві Десни заболочені. Ґрунтовий покрив тут переважно представлений торфами та дерновими оглеєними і глеюватими ґрунтами. Надзаплавні тераси складені потужними пісками з дерновими слабопідзолистими та світло-сірими лісовими ґрунтами.

### Флора
Однією з особливостей території парку є відсутність великих територій, зайнятих однорідною рослинністю. Лісистість території парку становить 43 %, під луками зайнято — 16 %, болотами 2 %, водами — близько 4 % території. Вододільні простори розорані і зайняті сільськогосподарськими угіддями, частка яких становить близько 35 % території парку. 
Природна рослинність цієї території не зазнала значних змін внаслідок діяльності людини, вона представлена лісами, чагарниками, луками, болотами та водним і прибережно-водним типами рослинності. Переважним типом рослинності є лісовий, в якому мають більшість дубові, липово-дубові, кленово-липово-дубові ліси, в яких дуб завжди утворює перший ярус з домішками інших порід. Другий ярус створюють липа серцелиста та клен гостролистий. В лісах добре розвинуті яруси підліску та травостою. 
Дубові ліси посідають значні площі в центральній частині парку на схилах ярів і балок різних експозицій ухилом від 5° до 30°, а також покривають плато на нерозораних ділянках. Серед дубових лісів переважають середньовікові та достигаючі, стиглих деревостанів збереглося мало. Для них притаманний середньобонітетний і високозімкнутий (0,7) одноярусний деревостан, утворений віковими дубами. Вони досягають 23—27 м висоти і мають стовбури 113—138 см в обхваті. Густий підлісок утворює висока (до 5 м) ліщина. В трав'яному покриві переважають, залежно від екологічних умов, яглиця звичайна, зірочник лісовий, осока волосиста, підмаренник пахучий. 
Липово-дубові та кленово-липово-дубові ліси, основні масиви яких зосереджені в урочищі «Дібровка», що біля села Великий Ліс, посідають вузькі міжбалкові шпилі та круті (25—35°) схили. За віком переважають середньовікові та достигаючі деревостани. Перший ярус утворений дубом з домішкою ясена. Вікові дуби досягають 23—25 м висоти з діаметром стовбурів 35—40 см. Другий ярус нижчий на 4—6 м, утворений липою серцелистою та кленом гостролистим. Густий і високий підлісок утворює ліщина. В травостої переважають яглиця звичайна та осока волосиста. 
В західній частині парку, в урочищі «Рихлівська Дача», поширені похідні грабово-дубових лісів. Одноярусний і дуже густий деревостан в різних співвідношеннях утворюють граб звичайний, дуб, ясен, осика, береза повисла, липа серцелиста. Ці ліси цікаві тим, що граб звичайний тут росте на східній межі свого поширення. 
На давніх порубах дубових, липово-дубових, кленово-липово-дубових лісів виникають похідні гаї, представлені осиково-березово-широколистяними лісами, які розміщені переважно в східній частині парку, та березовими лісами, що зростають у його північній частині. 
Луки на теренах парку зосередженні переважно в заплаві Десни, в меншій мірі у заплавах її приток — Студинки, Хвостинки, Криски, Восковухи, заплави яких тут частіше заболочені. В межах парку заплава Десни має ширину 2—4 км і відзначається відсутністю заплавних лісів та незначною кількістю чагарників. Це свідчить про активне використання у минулому луків для сіножатей та пасовищ. 
Заплавні луки представлені справжніми і болотистими луками. Серед перших переважають лисохвостові та тонкомітлицеві. Лисохвостові скупчення посідають вирівняні та плоскі гриви в прирусловій, рідше в центральній частинах заплави, а тонкомітлицеві — підвищені місця в прирусловій і центральній частинах заплави. Дані угруповання відзначаються густим (90—100 %) і високим (70—90 см) травостоєм, які нараховують у своєму складі до 30 видів. Зниження навколо старичних озер посідають болотисті луки, представлені угрупованнями бекманії звичайної та мітлиці повзучої. На схилах південних експозицій балок, місцями в плакорних умовах прияружних ділянок, трапляються ділянки суходільних луків, представлених скупченнями тонконога вузьколистого. 
Болота на території парку зосереджені в заплаві Десни та її приток і не обіймають значних площ. Болотна рослинність представлена евтрофними трав'яними болотами, серед яких переважають зосередження осоки гострої та лепешняка великого. На теренах парку багато стариць та старичних озер, більша частина яких заросла частково чи цілком. В них переважають скупчення тілоріза алоєвидного та стрілолиста звичайного. 
Докладне вивчення флори та фауни парку ще попереду, за попередніми даними тут відзначено зростання 220 видів судинних рослин, з них до Червоної книги України віднесено водяний горіх , сальвінію плавучу, пальчатокорінник м'ясочервоний та травневий. Два перших види охороняються також згідно з Бернською конвенцією. На території парку помічено наявність 5 водних рослинних скупчень, занесених до Зеленої книги України: ділянки глечиків жовтих, латаття білого, латаття сніжно-білого, водяного горіха, сальвінії плавучої. 
На території Мезинського НПП виявлено 116 видів мохоподібних: один вид антоцеротів, 12 — печіночників і 103 види мохів (Вірченко, 2014). Бріофлора парку відрізняється від типової поліської відсутністю торфових мохів, а також видовим багатством родин поттієвих і брієвих, представники яких властиві для різних відслонень (зокрема, лесів, крейди), остепнених схилів та рудеральних місцезростань. Тут знайдено низку рідкісних мохоподібних. Так, три види (лейоколея різноборідкова, грімія беззуба, полія виводкова) виявилися новими для Українського Полісся, а ще 14 таксонів — для Лівобережного Полісся.

### Фауна
У парку мешкають 204 види хордових тварин: 30 видів риб, 9 — земноводних, 3 — плазунів, 143 — птахів та 19 — ссавців. Із рідкісних видів, занесених до Червоної книги України, тут відмічено 68 видів: дозорець-імператор, вусач мускусний, джміль пахучий, кордулегастер кільчастий, махаон, стерлядь, мідянка звичайна, пугач звичайний, лелека чорний, журавель сірий, змієїд, лунь степовий, горностай, видра річкова, норка європейська та ін. Із видів, занесених до Європейського червоного списку, у парку мешкають вовк, деркач, п'явка медична, коромисло лучне, гноєїд рогатий, мурашка рудий лісовий та ін., загалом 14 видів тварин. 
На теренах парку мешкають також 42 види мисливських тварин, зокрема заєць сірий, бобер річковий, лисиця, єнотоподібний собака, гуска сіра, гуска білолоба, гуменник, крижень, шилохвіст, свищ, куріпка сіра, перепілка звичайна, лиска, курочка водяна, турухтан, коловодник лісовий, коловодник болотяний, перевізник, бекас, дупель та ін. Із видів, що підлягають особливій охороні згідно з Бернською конвенцією, на території парку відмічено мешкання 71 виду тварин: норець малий, бугай, бугайчик, шуліка чорний, канюк звичайний, чапля велика біла, рибалочка, бджолоїдка звичайна, одуд, ремез, щиглик, кумка червоночерева, ропуха зелена, квакша звичайна тощо.

### Території природно-заповідного фонду у складі НПП «Мезинський»
Нерідко, оголошенню національного парку або заповідника передує створення одного або кількох об'єктів природно-заповідного фонду місцевого значення. У підсумку, великий НПП здебільшого поглинає раніше створені ПЗФ. Проте їхній статус зазвичай зберігають. 

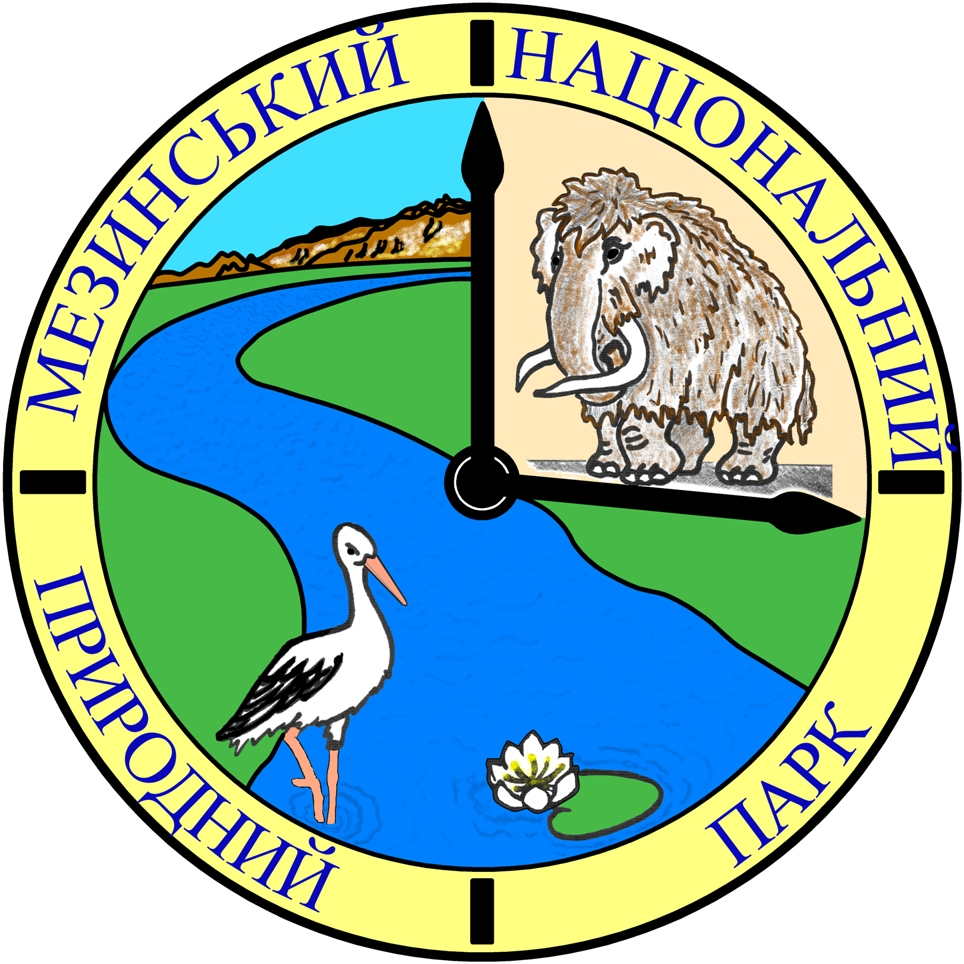
Логотип парку

До складу території національного природного парку «Мезинський» входять такі об'єкти ПЗФ України: 
- Ландшафтний заказник загальнодержавного значення «Рихлівська Дача»
- Ландшафтний заказник місцевого значення «Жуків Яр»
- Ландшафтний заказник місцевого значення «Зміївщина»
- Лісовий заказник місцевого значення «Вишенська Дача»
- Ботанічний заказник місцевого значення «Дубравка»
- Ландшафтний заказник місцевого значення  «Криничне»
- Ландшафтний заказник місцевого значення «Свердловський»
- Ландшафтний заказник місцевого значення «Мезинська Швейцарія»
- Ботанічна пам'ятка природи місцевого значення «Багатовіковий дуб»
- Ботанічна пам'ятка природи місцевого значення «Старовинна ялинова алея»

## Археологічні об'єкти
На території парку розташовані близько 50 пам'яток археології. Серед них всесвітньовідома Мезинська палеолітична стоянка, вік якої нараховує майже 20 тисяч років. Село Мезин розташовано на березі Десни за 47 км від районного центру смт Короп. На теренах села у 1908 році було виявлено поселення кроманьйонців доби пізнього палеоліту — родового колективу періоду матріархату. Основне заняття його — полювання на диких тварин. Тут знайдено залишки жител, що будувалися з кісток мамутів. Надзвичайну цінність мають знахідки творів найдавнішого мистецтва — орнаментовані статуетки з бивня мамонта, фігурки тварин, меандрові браслети, цілий набір музичних інструментів з кісток тварин, розфарбованих червоною вохрою. Нині на місці стоянки діє археологічний музей. Багато пам'яток різних епох та археологічних культур збереглося у селах Бужанка, Курилівка, Свердловка, Радичів, Черешеньки.

## Галерея

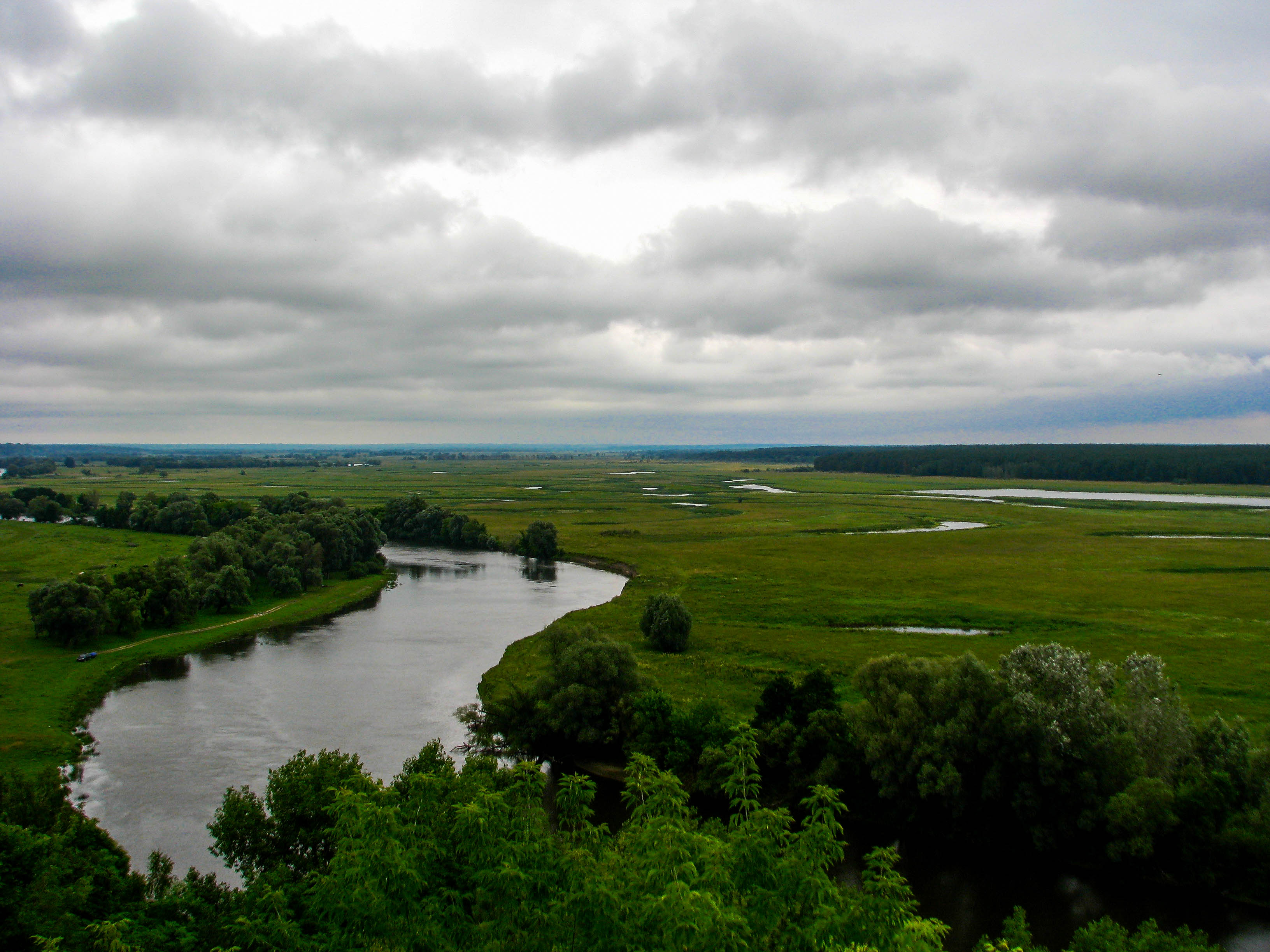
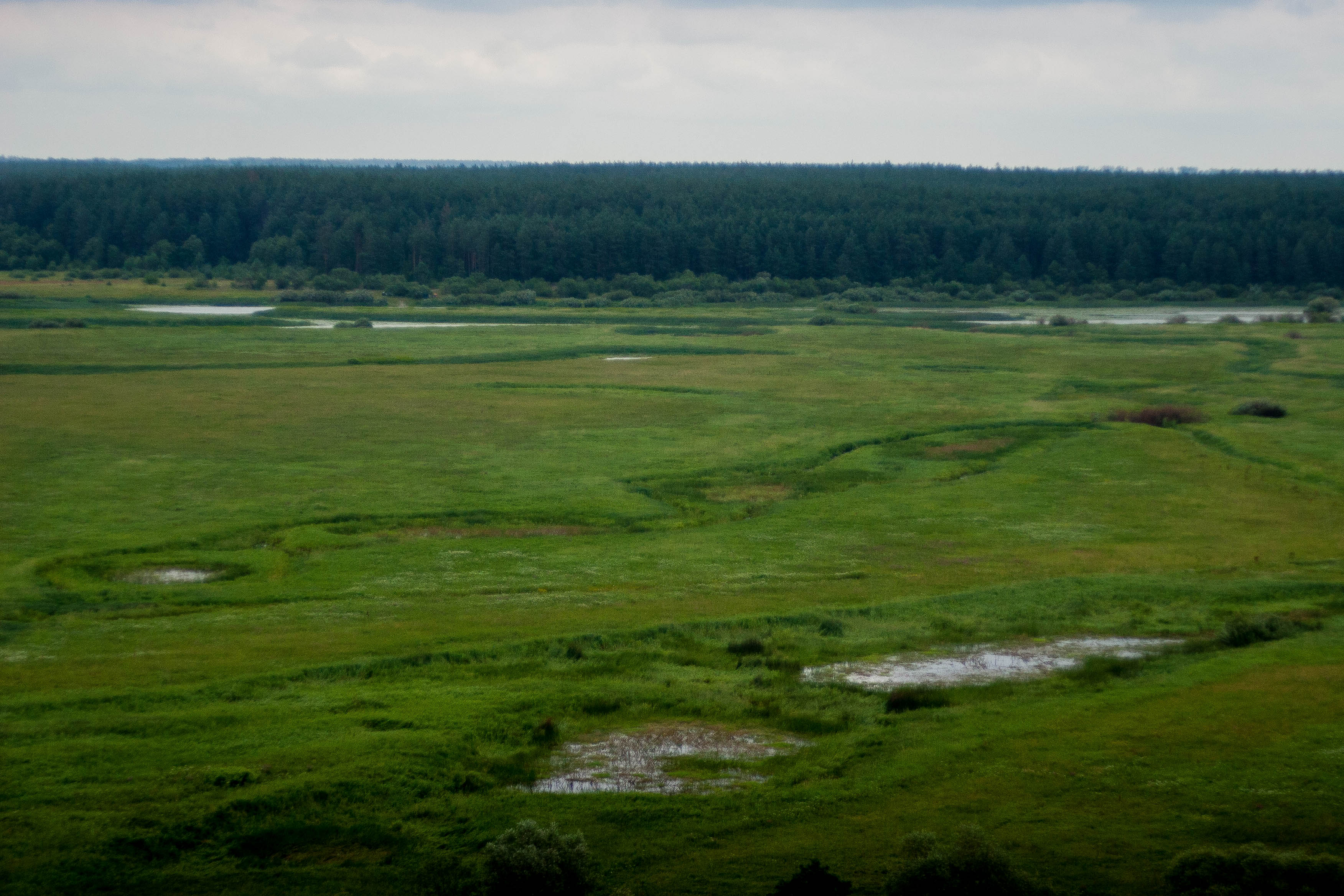
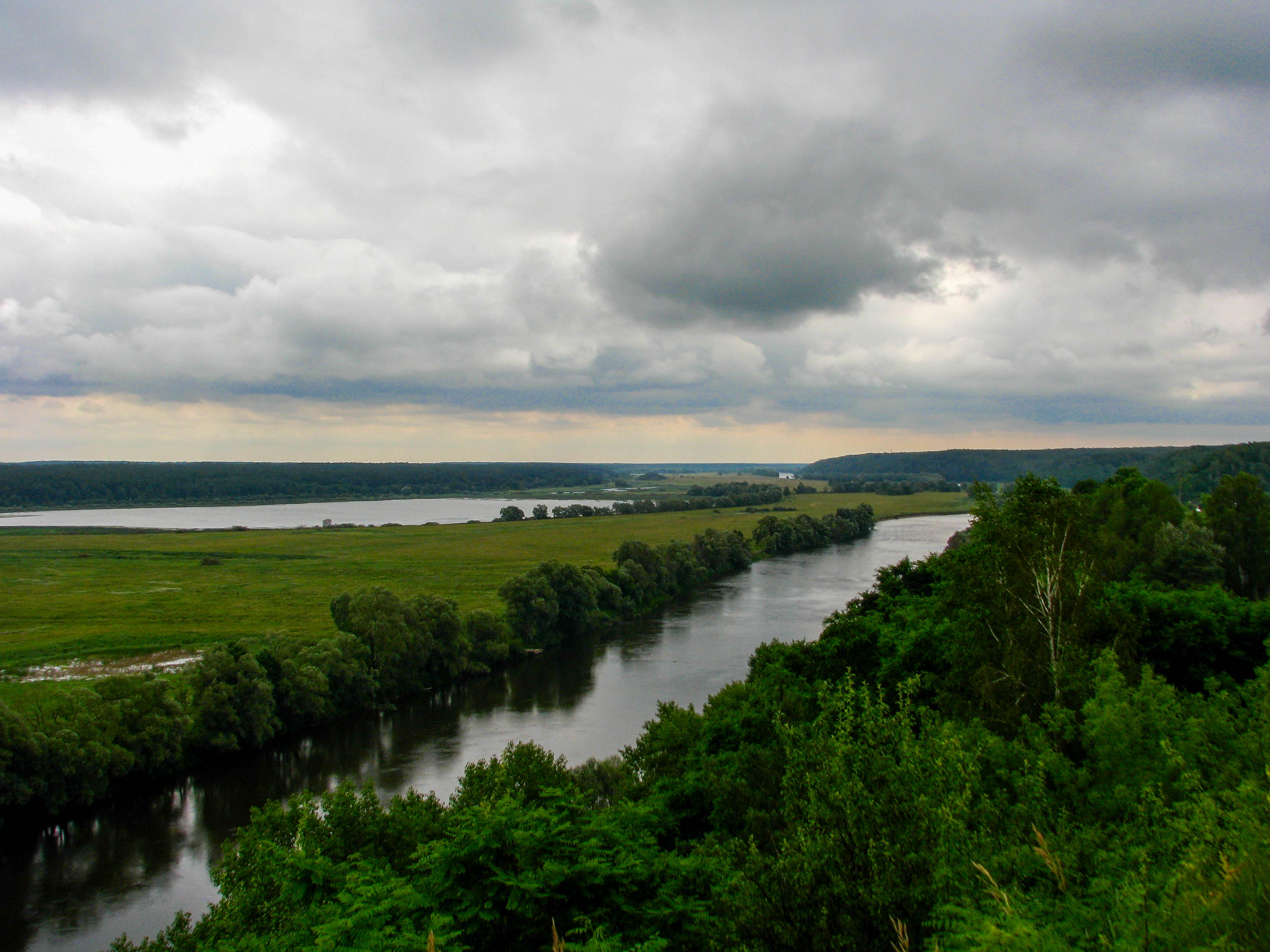
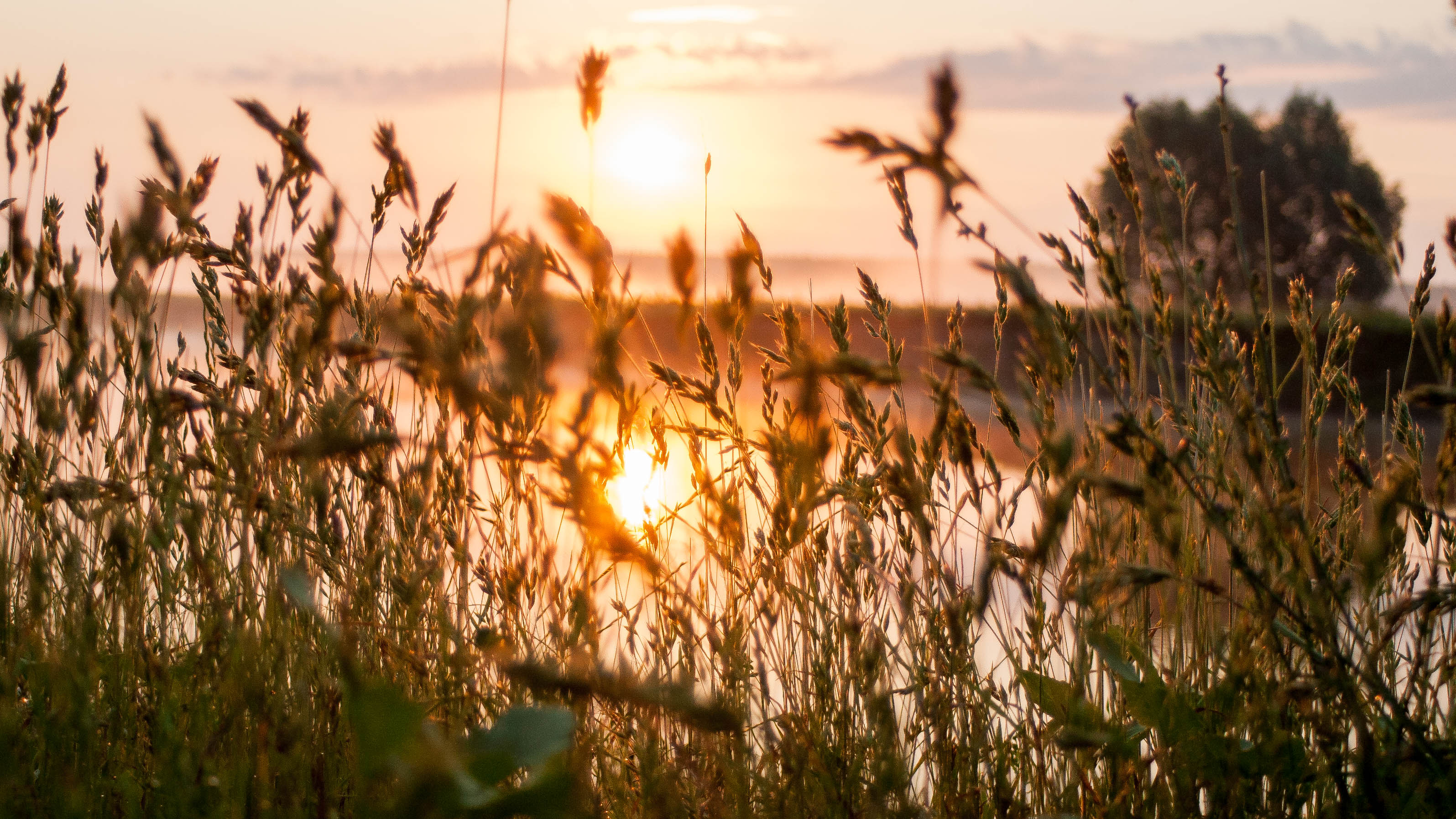
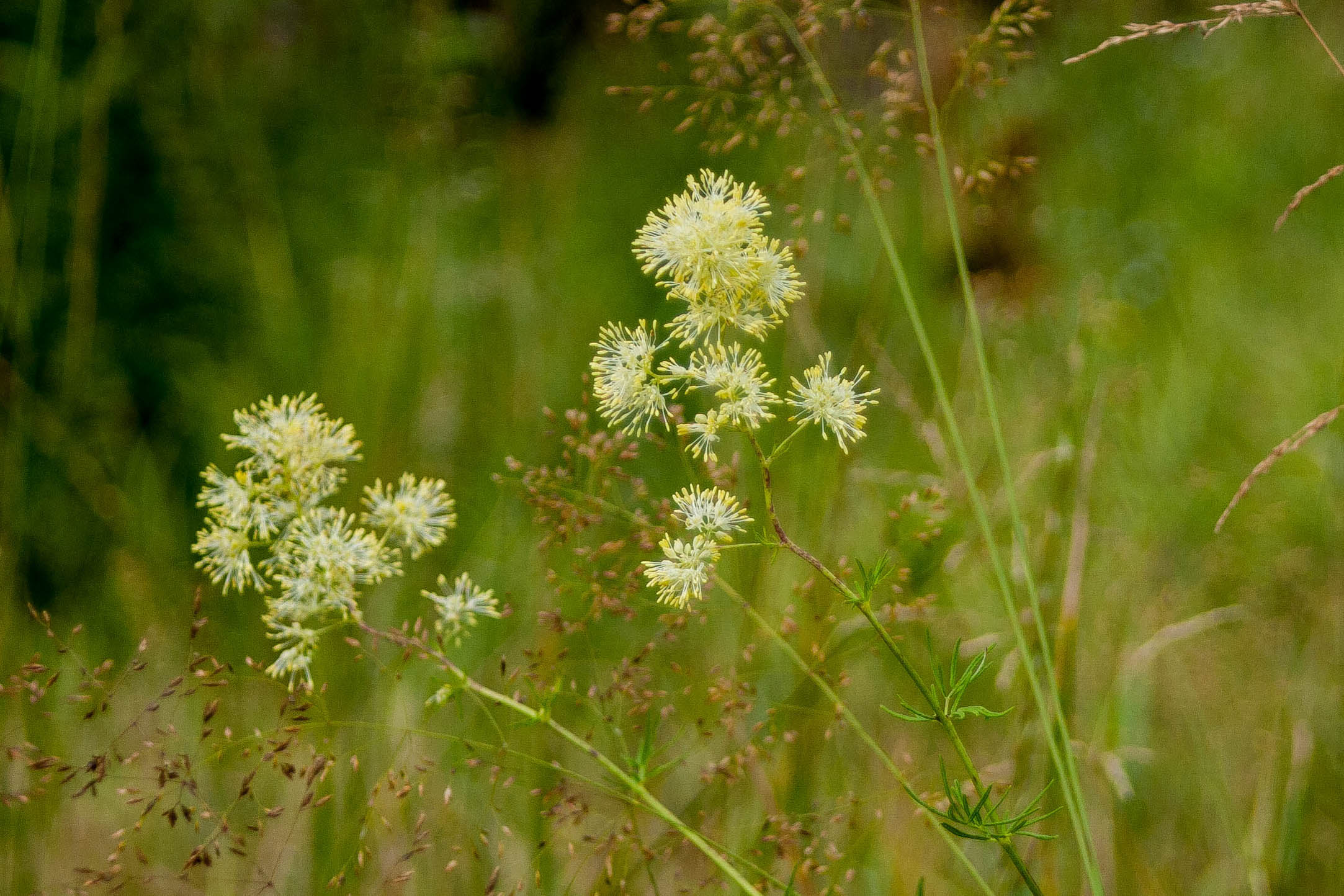
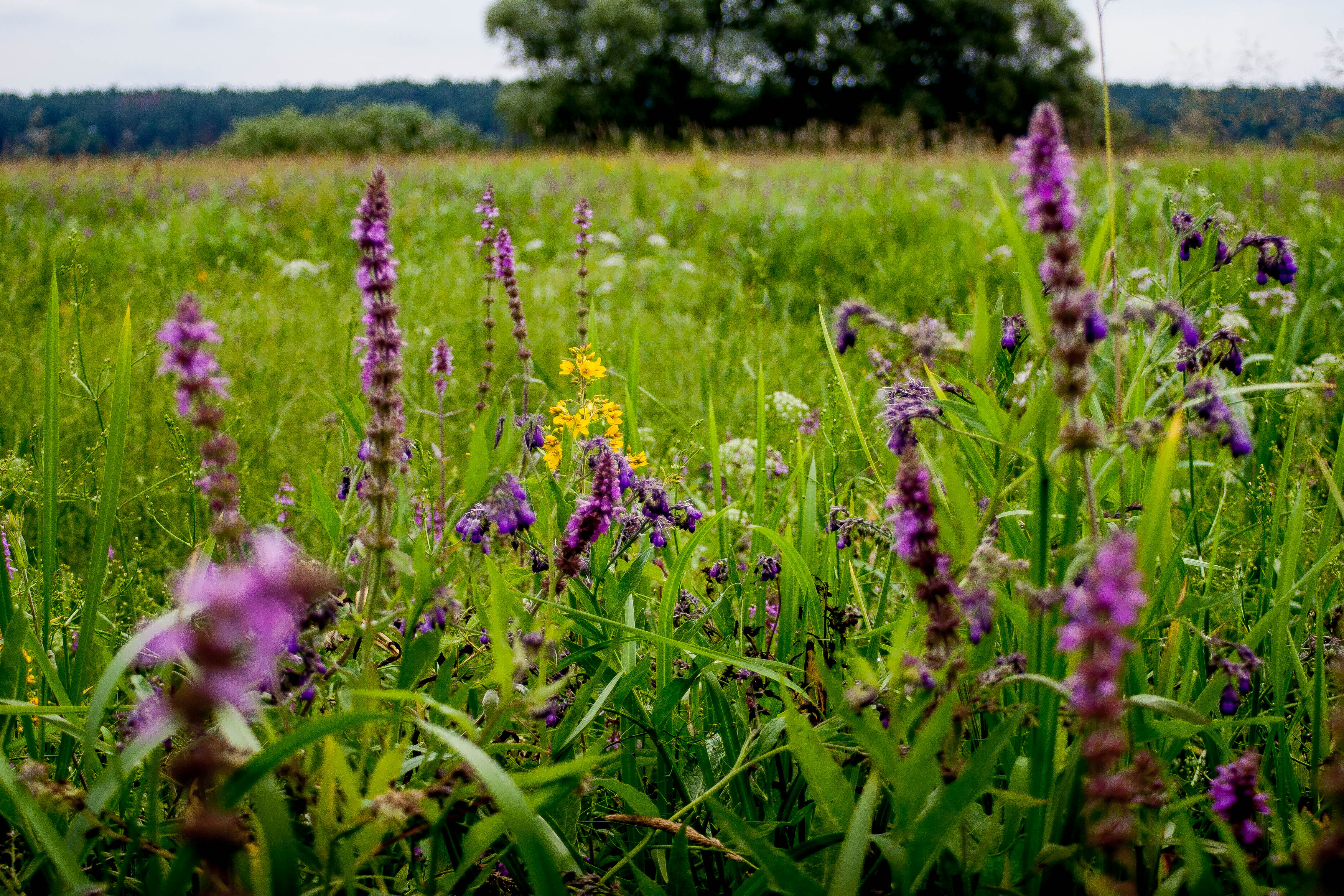
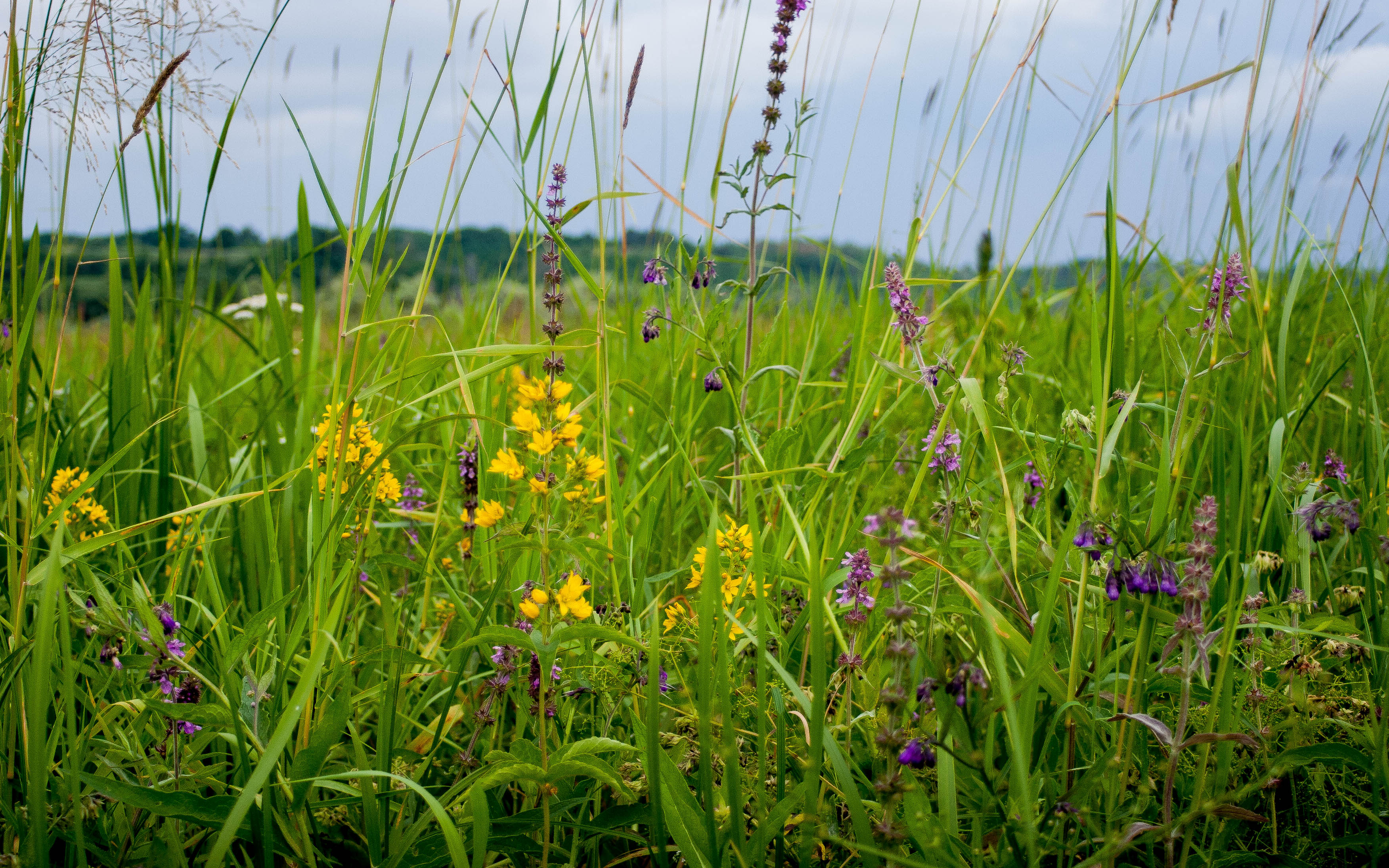
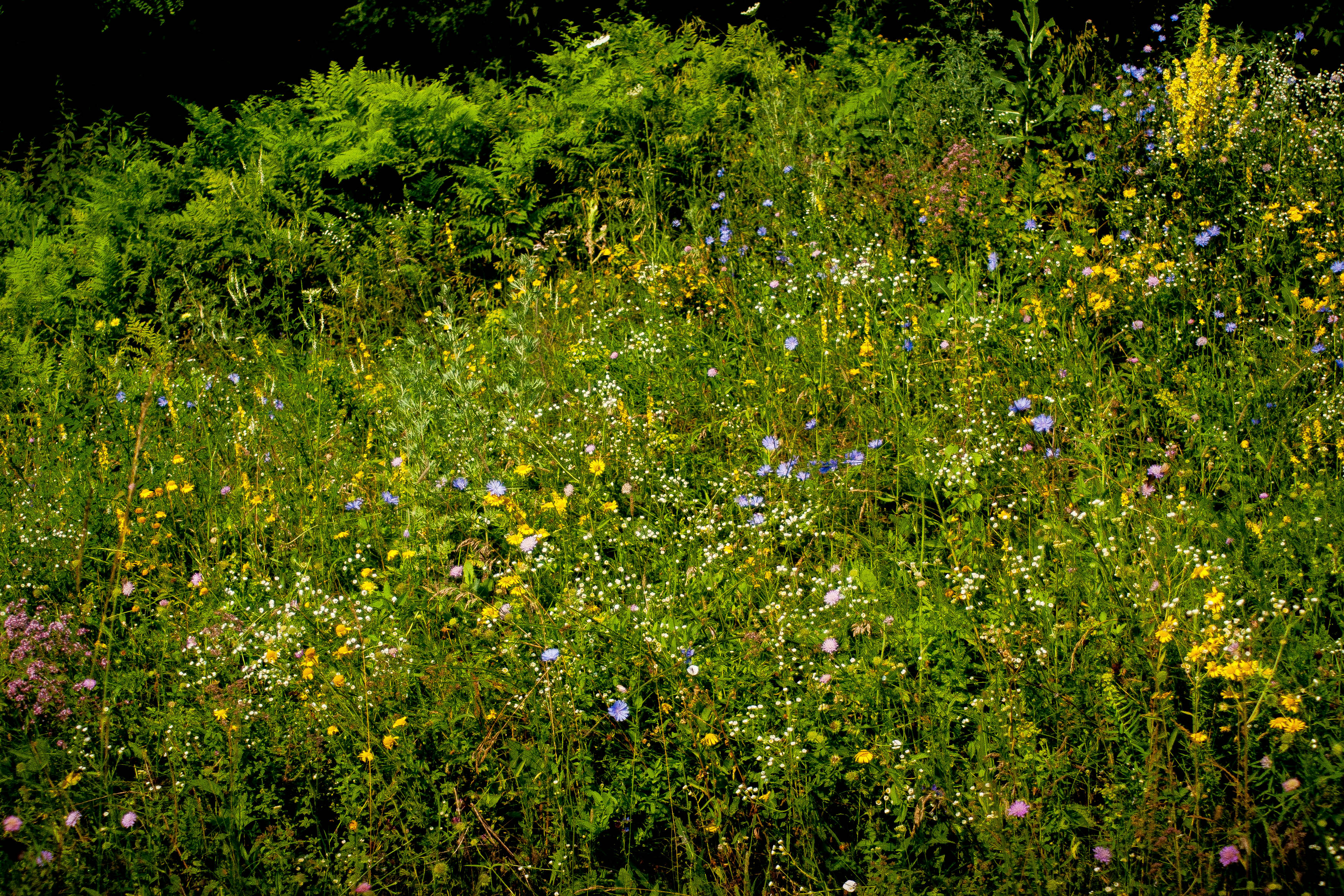
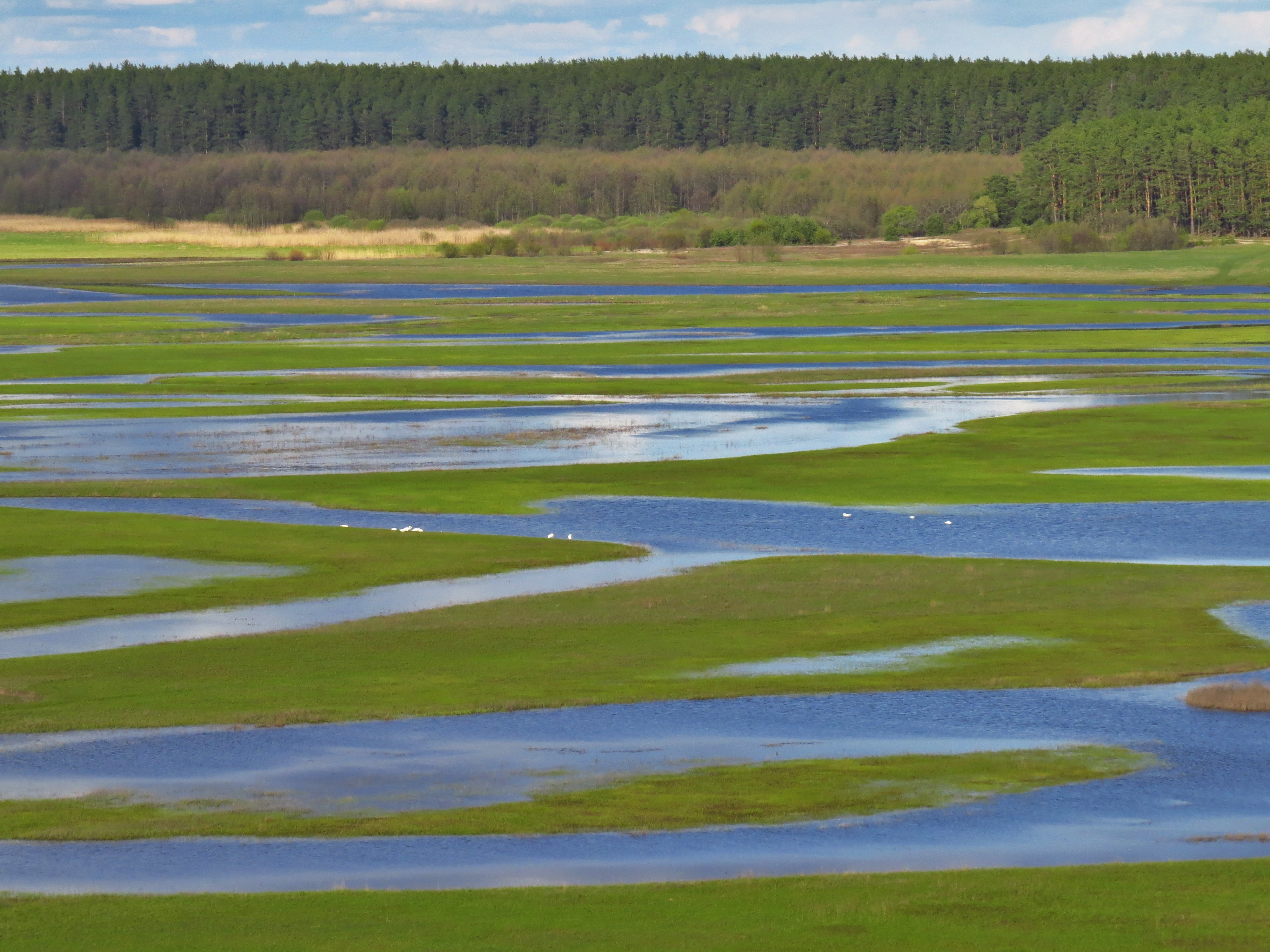
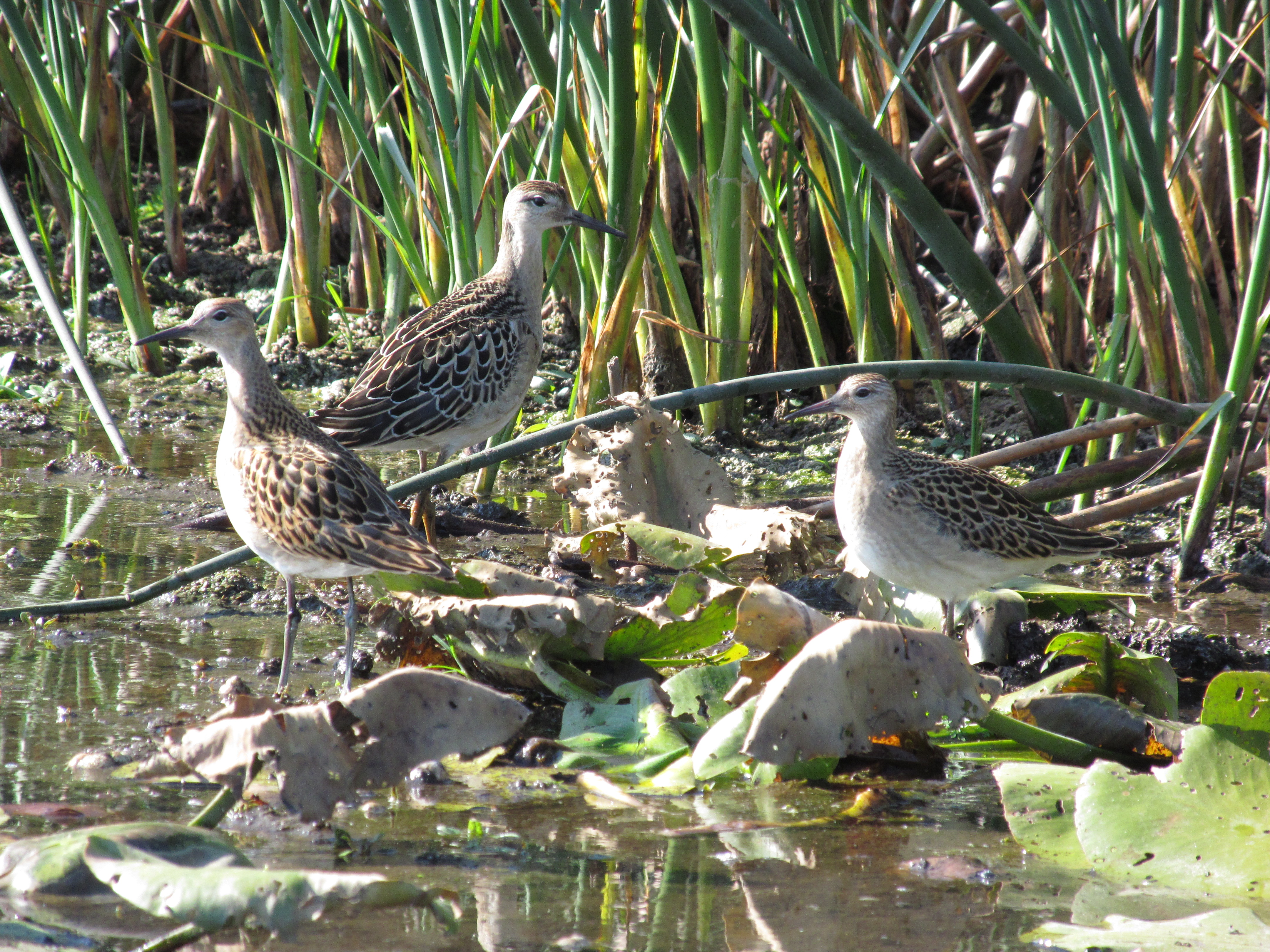
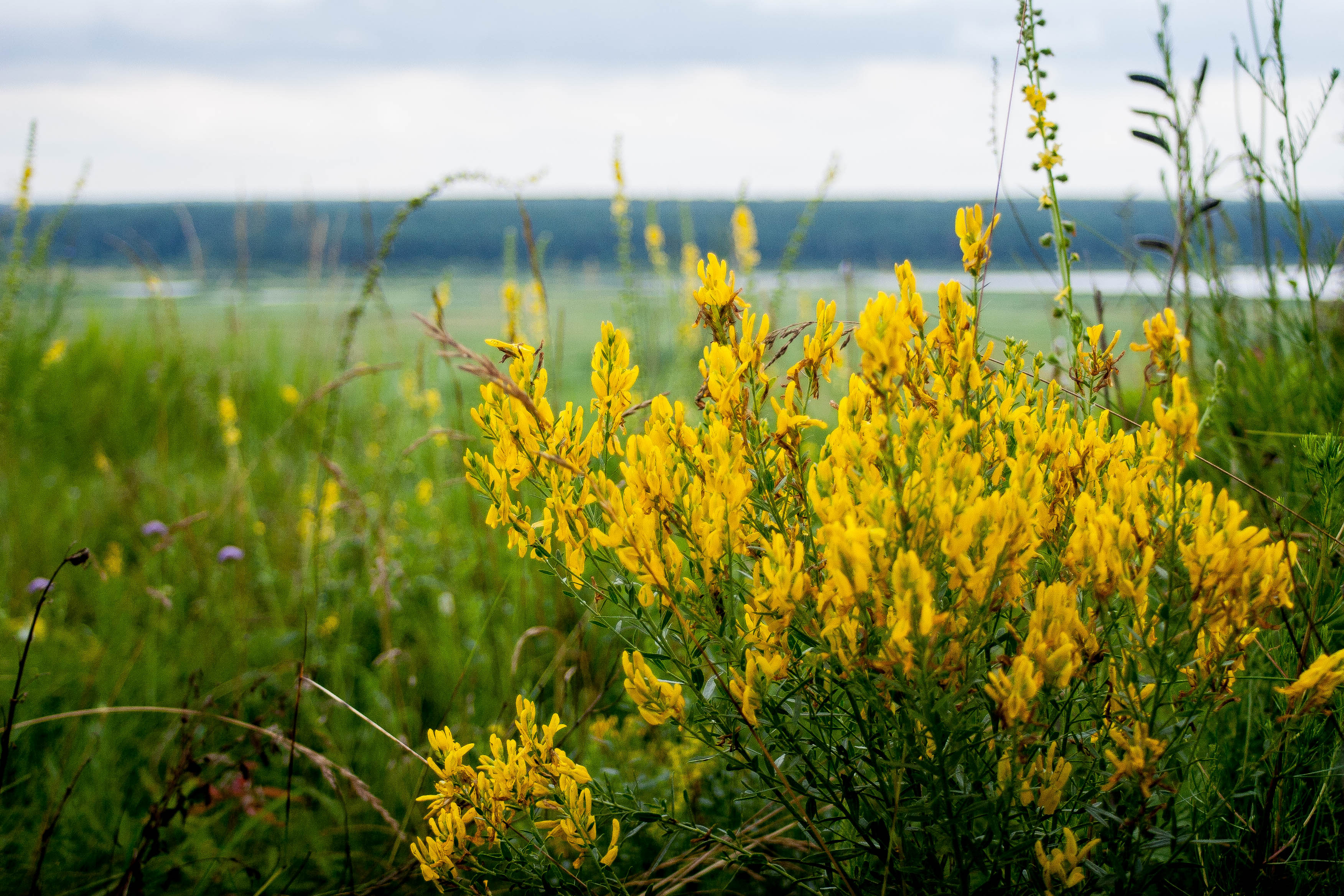
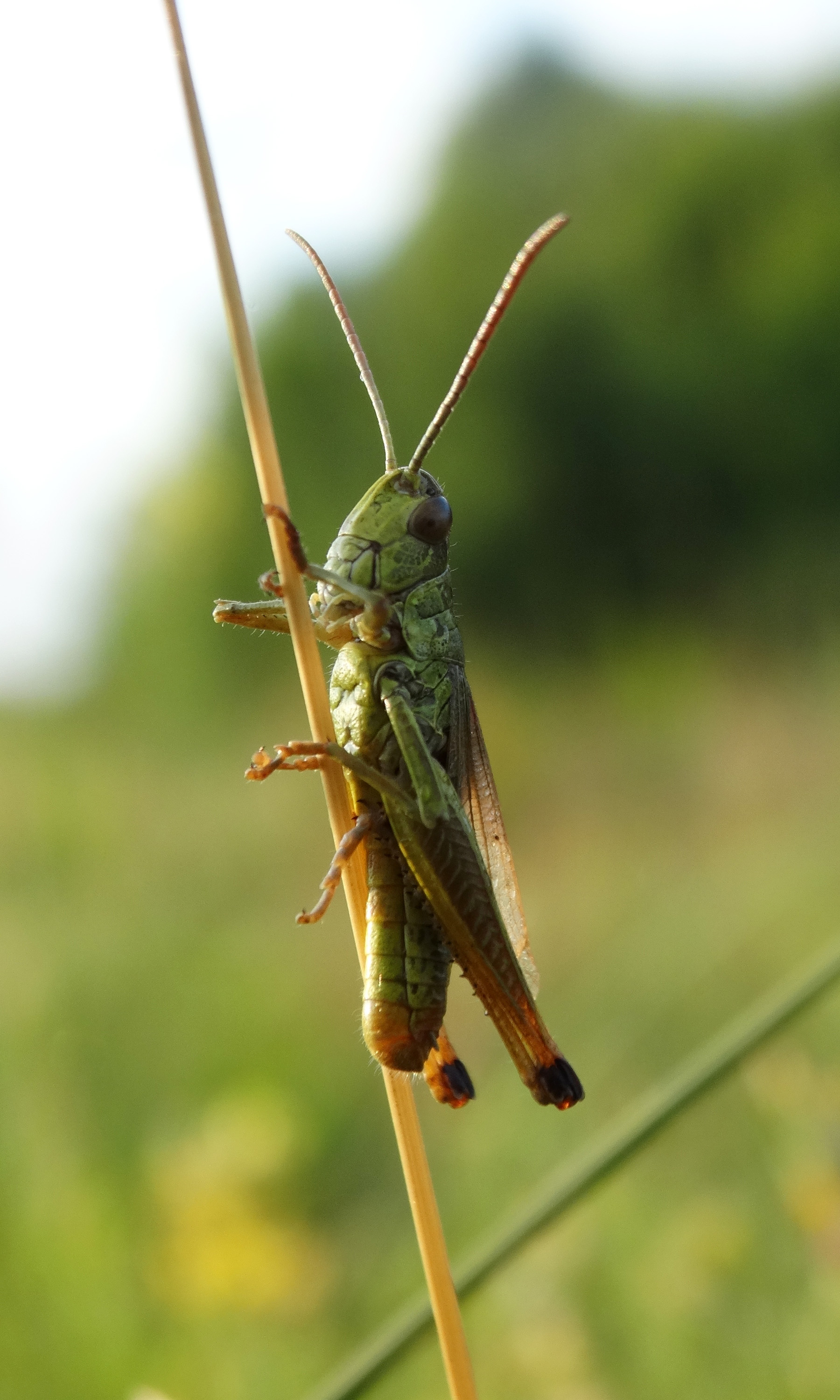
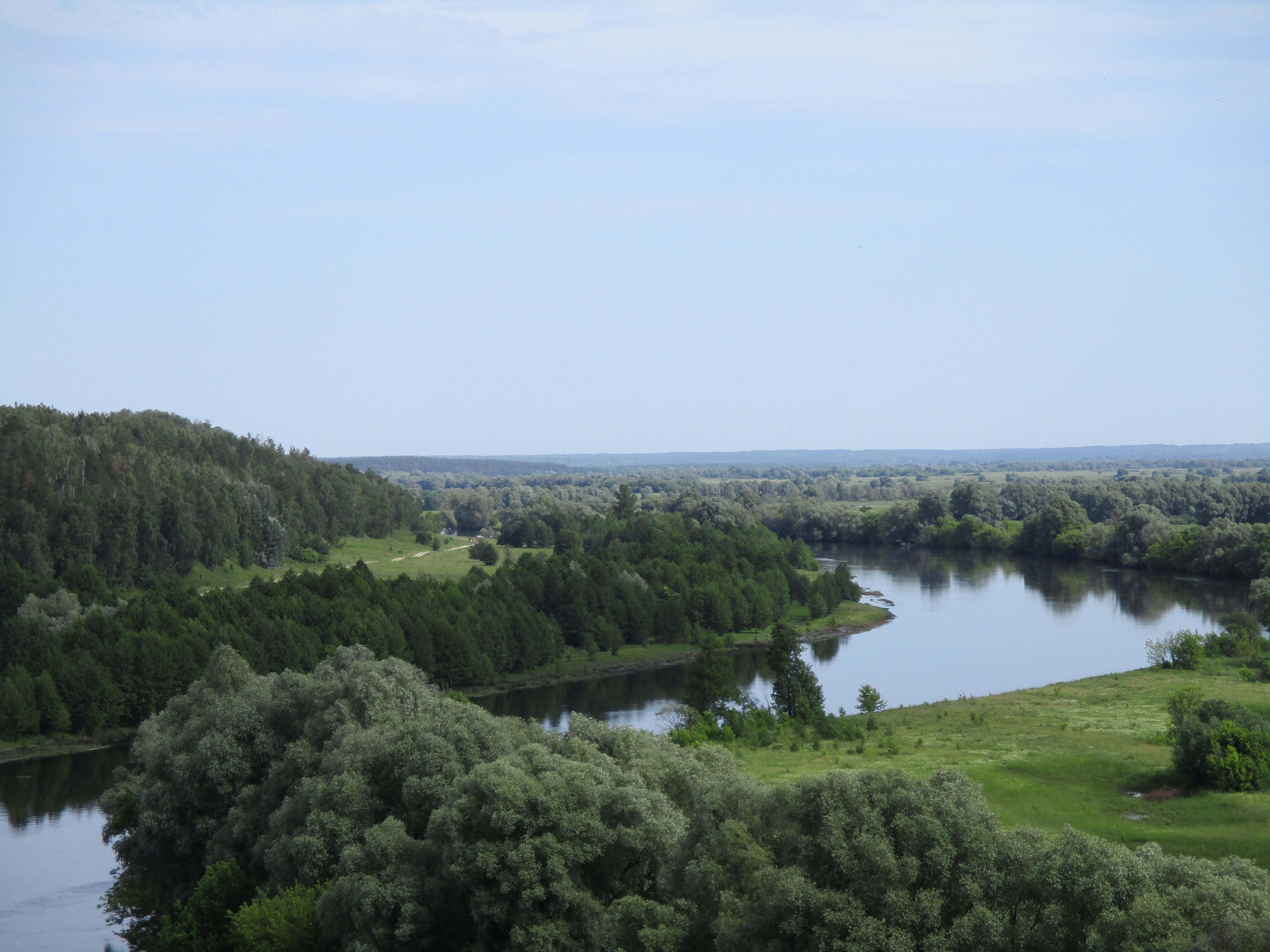
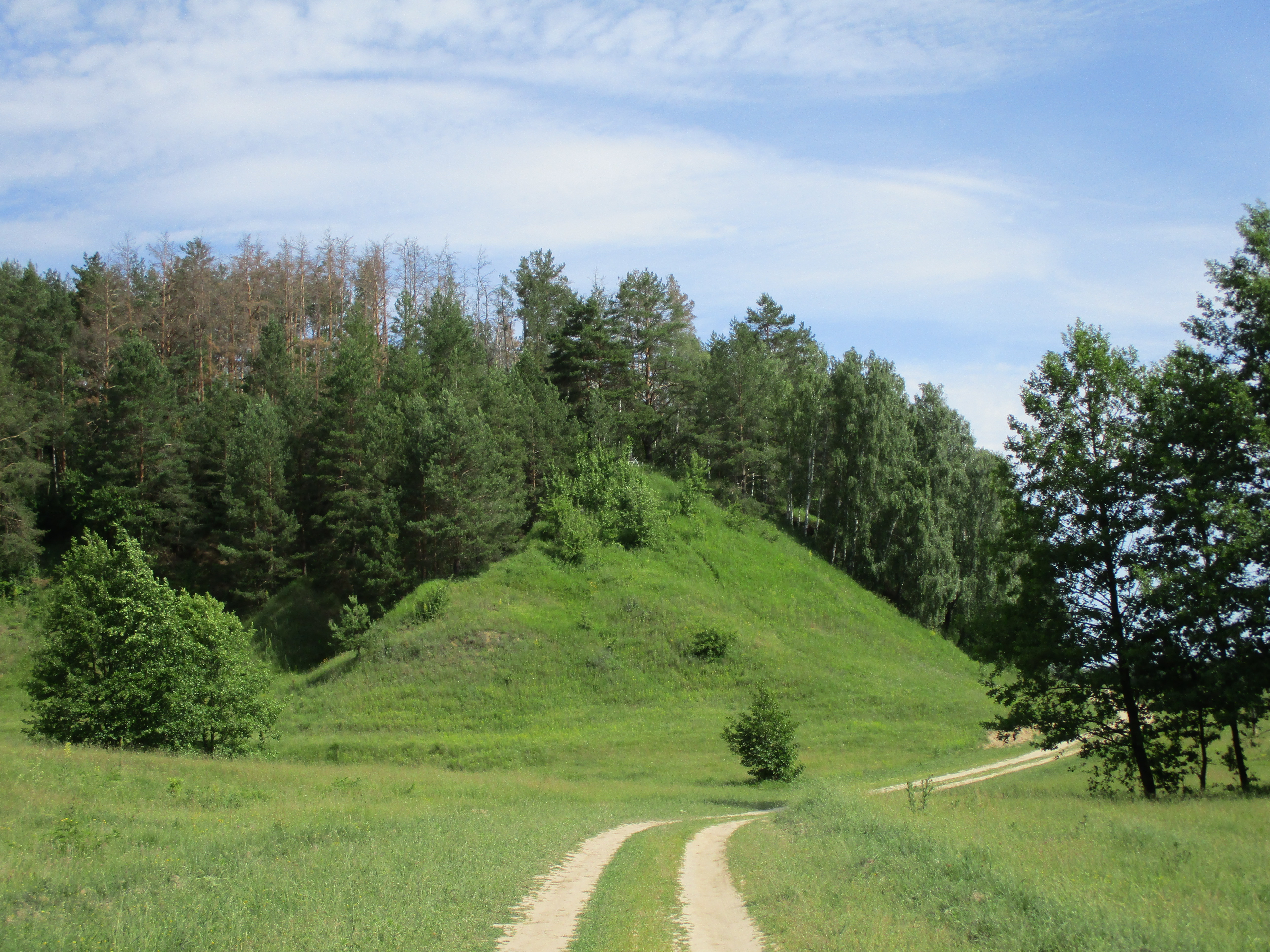